# Тит Вестриций Спуринна
Тит Вестри́ций Спури́нна (лат. Titus Vestricius Spurinna; родился, предположительно, около 24 года — умер после 101 года) — римский государственный и политический деятель, занимавший, по крайней мере, дважды должность консула-суффекта (в 72/73 и 98 годах). Происходил из Италии, сделал достойную карьеру, сохранив положение при нескольких императорах. Отмечался современниками за свои личные качества.

## Биография

### Происхождение, семья, образ жизни
Тит Вестриций Спуринна происходил из Северной Италии. Из письма Плиния Младшего, датированного 101 годом, где он пишет, что Спуринне на тот момент было 78 лет, можно сделать вывод, что он родился около 24 года.
Вестриций Спуринна был другом Плиния Младшего, с которым состоял в переписке. Кроме того, он не был обделён литературным талантом, писал лирические стихи на латинском и греческом языках (по определению Плиния, «сладостно приятные, весёлые»), однако его сочинения не дошли до наших времён. Плиний Младший также сообщает, что на обедах у Спуринны часто разыгрывались сцены из разных римских комедий. Стоит отметить и то, что Вестриций оказывал поддержку молодым поэтам.
Жену Спуринны звали Коттия и она, по всей видимости, была значительно моложе его самого. Известно, что в их браке родился один сын, который скончался до 97 года в отсутствие своего отца, прежде чем смог начать политическую карьеру. Плиний Младший пишет, что сын Спуринны получил имя «Коттий» по имени своей матери. Этот факт ярко иллюстрирует то, что в имперскую эпоху сыновья могли перенимать родовое имя матери наравне с родовым именем отца. Плиний сообщает, что после смерти Коттию поставили статую, поскольку он «обещал так много хорошего, что его краткую, урезанную жизнь следовало продлить этим подобием бессмертия». Плиний посвятил Коттию один из своих трудов.
В одном из своих писем Плиний восхищается образом жизни Спуринны, её размеренностью и спокойствием. Он сообщает, что Тит, несмотря на свой почтенный возраст (на момент составления письма ему было семьдесят семь лет), каждый день проводит много времени в пеших прогулках, чтении, общении с друзьями, занятиях литературной деятельностью, спортивных упражнениях. Плиний также отмечает, что «ни зрение, ни слух у него не ослабели, он жив и подвижен; от старости у него только рассудительность».

### Карьера
Тит Вестриций Спуринна был консулом, по крайней мере, два раза. Первый раз, между 72 и 73 годом он занимал должность консула-суффекта. Спустя двадцать пять лет, в 98 году, Тит во второй раз находился на этом посту. Иногда Спуринне приписывают и третье консульство. Так, по данной версии, весьма редко встречающейся в исторической литературе, он был консулом-суффектом около 100 года.
В эпоху правления императора Домициана Спуринна не занимал никаких должностей в связи с тем, что находился в опале. При Нерве, в 97 году Тит был легатом пропретором Нижней Германии. По предложению императора сенат постановил поставить Спуринне триумфальную статую за то, что он «силой оружия водворил царя бруктеров на царство и, намекнув на возможную войну, одним страхом укротил этот свирепейший народ». Это было большой привилегией со стороны государя. Известно, что Спуринна входил в ближний круг Нервы.
Во время года четырех императоров, некий Вестриций Спуринна был одним из военачальников императора Отона и командовал войсками в долине реки По, препятствуя подходу подкреплений Вителлия из Галлии. Спуринна занял Плацентию с тремя преторианскими когортами, тысячей легионеров и кавалерийским отрядом. Он сумел уговорить солдат, хотевших разбить лагерь за городскими стенами и встретить врага там, остаться внутри Плацентии. Вскоре подошёл полководец противника Авл Цецина Алиен. Спуринна не раз отбивал его атаки на город и вынудил уйти ни с чем.
Ни один источник не указывает на то, что следует отождествлять этого Спуринну с его тёзкой-консулом, кроме Prosopographia Imperii Romani.